# 트라이트
트라이트(tryte)는 3을 밑으로 하는 정보 단위로, 1 트라이트는 6 트리트이다.
트라이트는 0, 1, 2을 세 원소로 하는 삼진법을 사용하는 정보 체계를 가지고 있다.
또한 36비트 프로세서에서도 트리트나 트라이트가 사용된다.
트리트나 트라이트는 비트나 밴, 내트와는 다른 독자적인 단위지만, 비트나 밴, 내트와 서로 단위를 환산할 수 있다.

## 참조사항
1. ↑  이에 대해서는 내트 문서를 참조.

## 같이 보기
- 삼진법
- 트리트